# Ga Bắc Đồn
Ga Bắc Đồn là một ga tàu điện ngầm quản lý bởi Tàu điện ngầm Đài Trung nằm ở Bắc Đồn, Đài Trung, Đài Loan. Là ga cuối phía Đông của Tuyến xanh lá, và nằm gần depot của tuyến.

## Xung quanh ga
Ga Bắc Đồn nằm ở khu phát triển mới. Cùng với nhà ga này, dự đoán khu vực xung quanh sẽ phát triển nhanh chóng, bao gồm kết hoạch xây dựng Costco.

## Bố trí ga
| 2F                             | Tầng vượt chéo                                                          | Cầu vượt |
| G                              |                                                                         |          |
| Ke ga                          |                                                                         |          |
| Ray 1                          | Không có dịch vụ                                                        |          |
| Ray 2                          | G Tuyến xanh lá: hướng đi Ga Đài Trung HSR (Cựu Xã)                     |          |
| Ke ga, cửa sẽ mở phía bên phải |                                                                         |          |
| Phòng chờ                      | Lối ra/vào, hành lang, quầy thông tin, máy bán vé tự động, cổng soát vé |          |